# بيل ستيفنز (صحفي رياضي)
بيل ستيفنز (بالإنجليزية: Bill Stephens)‏ هو صحفي رياضي أمريكي، ولد في 16 أكتوبر عام 1949.